# Сокольники (Гвардійський міський округ)
Сокольники (рос. Сокольники) — селище Гвардійського міського округу, Калінінградської області Росії. Входить до складу Славинського сільського поселення.
Населення — 264 особи (2015 рік).

## Населення
| 2002 | 2010 |
| ---- | ---- |
| 266  | ↘264 |